# Friedrich Moser (réalisateur)
Friedrich Moser, né le 7 décembre 1969 à Gmunden, est un journaliste et réalisateur autrichien.

## Filmographie
- 2002 : Die Franzensfeste - Eine Festung und ihre Geschichte (documentaire TV)
- 2012 : The Brussels Business
- 2014 : Die Felsenbilder des Val Camonica (documentaire TV)
- 2014 : Im Labyrinth der Lichter (documentaire TV)
- 2016 : A Good American
- 2017 : La Guerre du Renseignement (documentaire TV), réalisé pour la chaîne publique allemande RBB et diffusée sur Arte en France le mardi 12 septembre 2017